# Vergelijkende mythologie

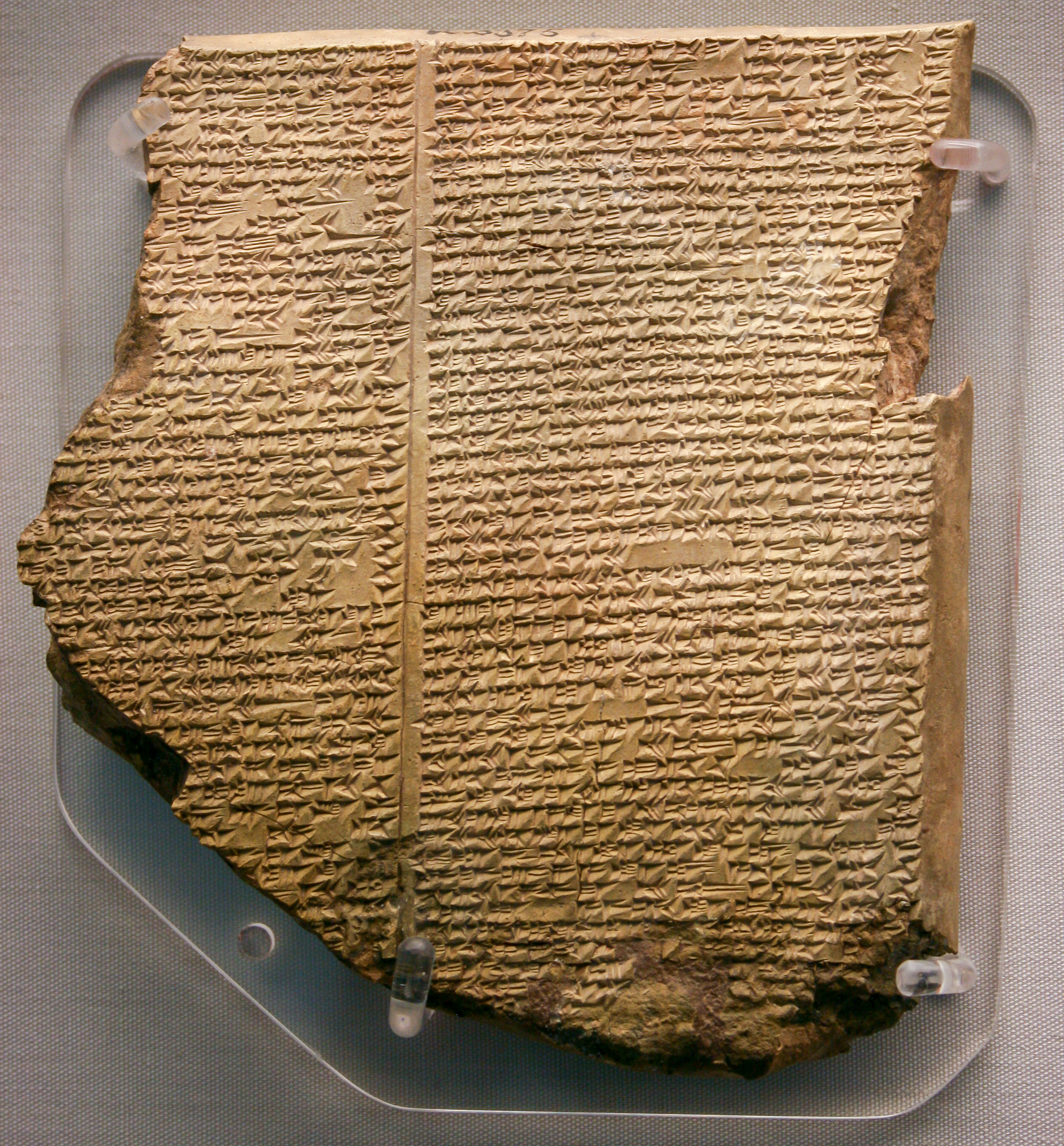
Kleitablet Gilgamesj-epos. De goden veroorzaken een grote overstroming. Oetnapisjtim bouwt een grote boot waarmee hij dieren redt. Hij en zijn vrouw zijn de enige overlevenden.

Bij vergelijkende of comparatieve mythologie worden mythen uit verschillende culturen met elkaar vergeleken om overeenkomende thema's en kenmerken te bestuderen. Verschillende wetenschappelijke onderzoeksgebieden maken gebruik van vergelijkende mythologie. Wetenschappers gebruiken bijvoorbeeld verbanden tussen verschillende mythes om de ontwikkeling van religies en culturen te achterhalen, om een gemeenschappelijke bron voor mythes uit verschillende culturen te veronderstellen of om psychologische theorieën te ondersteunen.

## Samenhangend of uniek
Antropoloog C. Scott Littleton definieert comparatieve mythologie als the systematic comparison of myths and mythic themes drawn from a wide variety of cultures, "de systematische vergelijking van mythes en mythologische thema's, waarbij geput wordt uit verschillende culturen". Door de mythologie van verschillende culturen te vergelijken, proberen onderzoekers onderliggende overeenkomsten vast te stellen of een "protomythe" te reconstrueren waarvanuit de mythes zich hebben ontwikkeld. Tot op zekere hoogte maken alle theorieën over mythologie gebruik van vergelijking, maar onderzoekers op het gebied van mythologie kunnen ruwweg worden verdeeld in wetenschappers die de nadruk leggen op de verschillen en wetenschappers die de nadruk leggen op overeenkomsten. De eersten vinden overeenkomsten vaak vaag en oppervlakkig.
In de achttiende en negentiende eeuw was de comparatieve benadering van mythen populair. Veel wetenschappers veronderstelden dat bepaalde kenmerken die in alle mythen waren terug te vinden, erop wezen dat zij voortkwamen uit één enkele mythe of één bepaald thema. Bijvoorbeeld de negentiende-eeuwse filoloog Friedrich Max Müller ging ervan uit dat bijna alle mythen poëtische beschrijvingen waren van de omloop van de zon. Volgens deze theorie waren deze poëtische beschrijvingen in de loop van de tijd vervormd geraakt, waardoor er een ogenschijnlijk grote verscheidenheid aan verhalen over goden, halfgoden, engelen en andere mythische wezens en helden was ontstaan.
Tegenwoordig neigen wetenschappers meer naar een benadering die de nadruk legt op het unieke karakter van een mythe. Te algemene beweringen over mythologie worden vermeden. Een uitzondering hierop is Joseph Campbell, die een theorie heeft opgesteld over de "monomythe", ook wel "de heldenreis" genoemd .

## Verschillende benaderingen

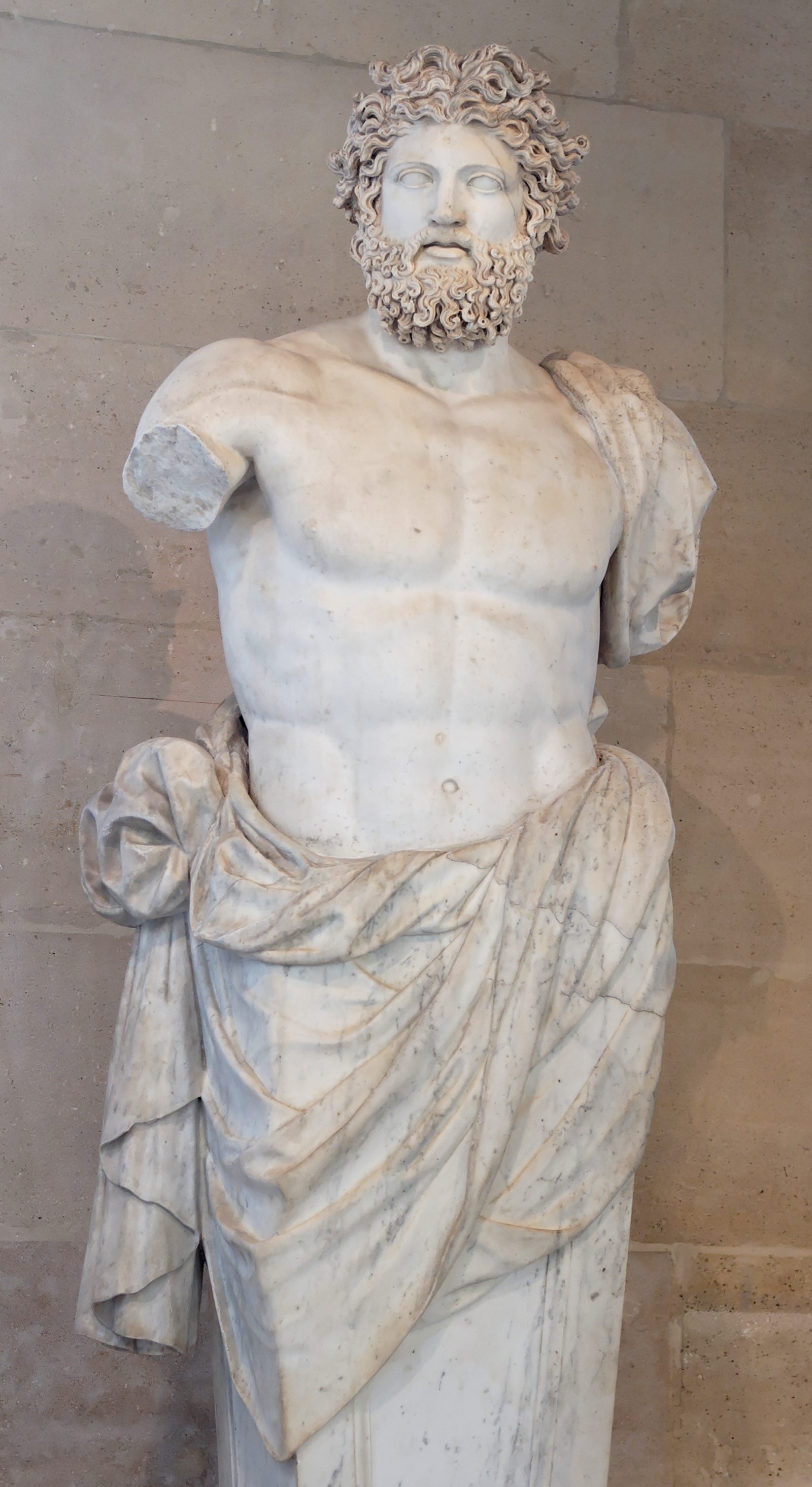
Jupiter, Rome (Versailles).

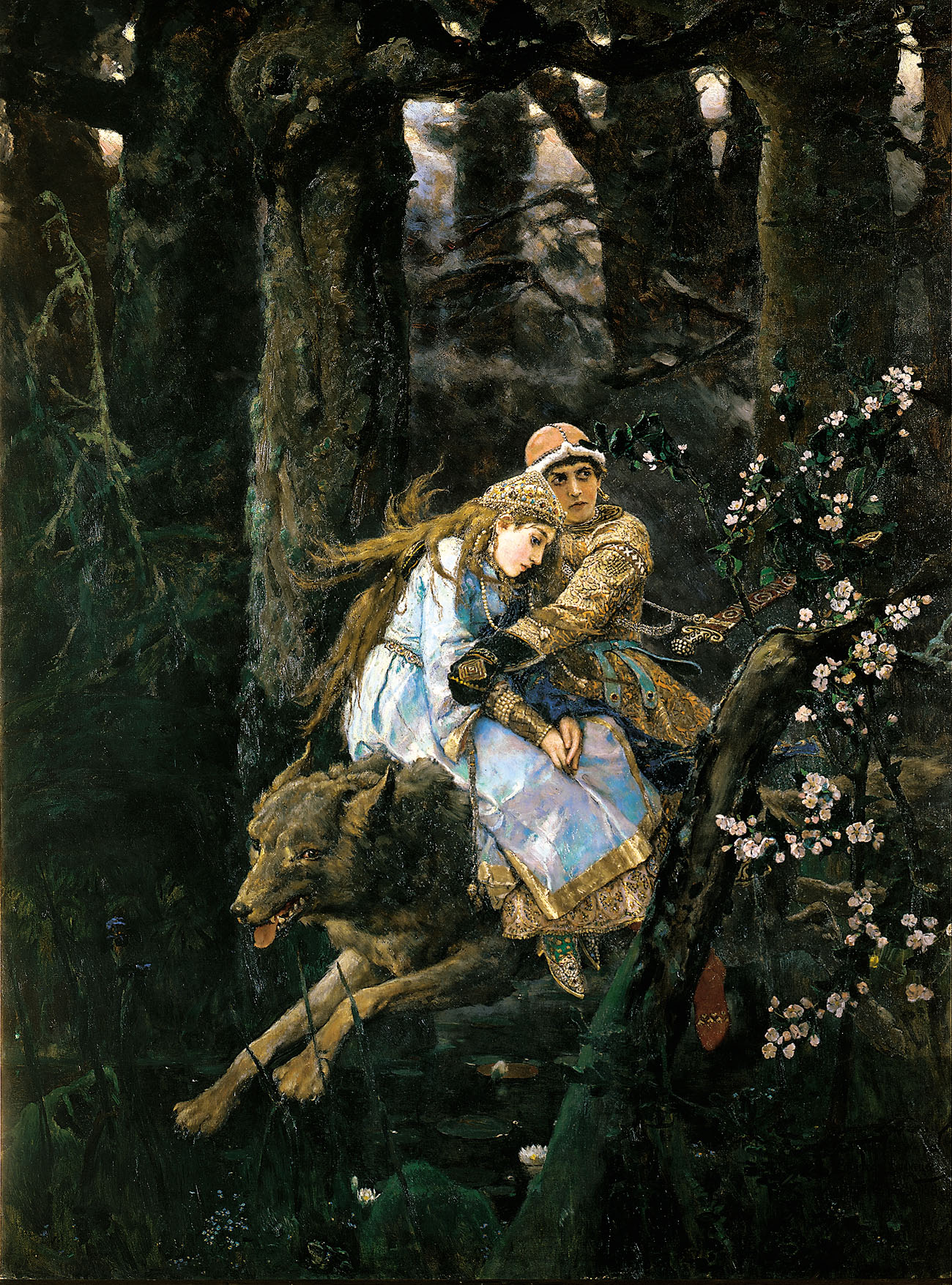
Russisch sprookje. Ivan Tsarevich rijdt op de Grijze Wolf (Wiktor Wassnezow, 1889)

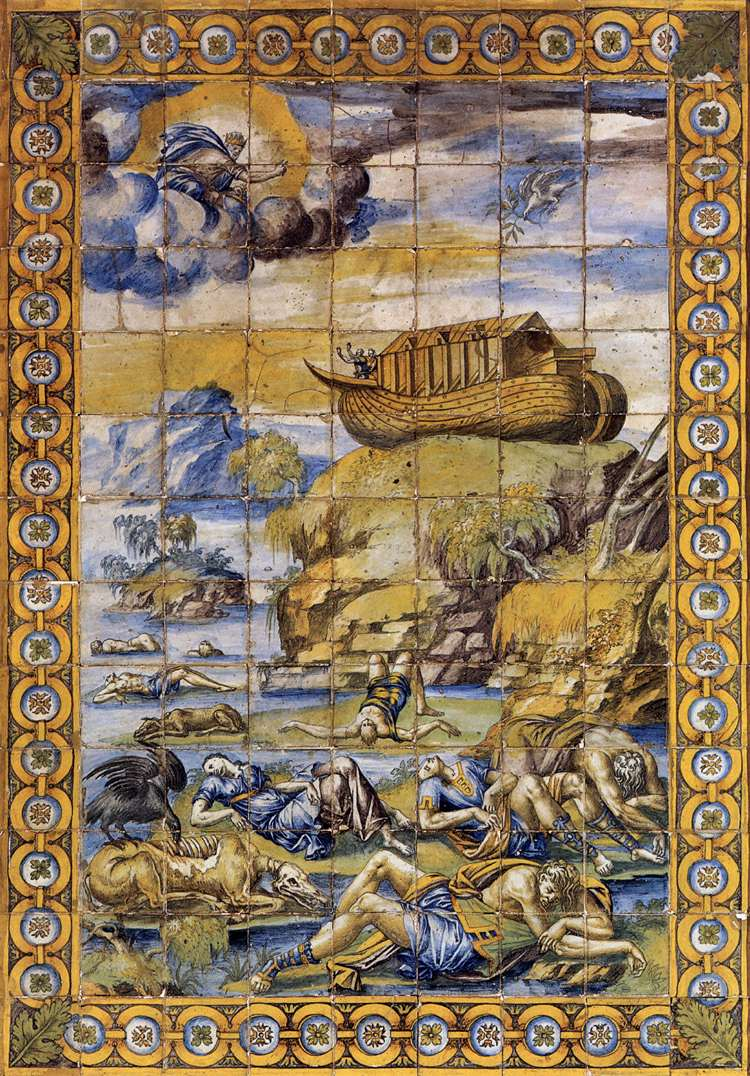
De ark van Noach (1550).

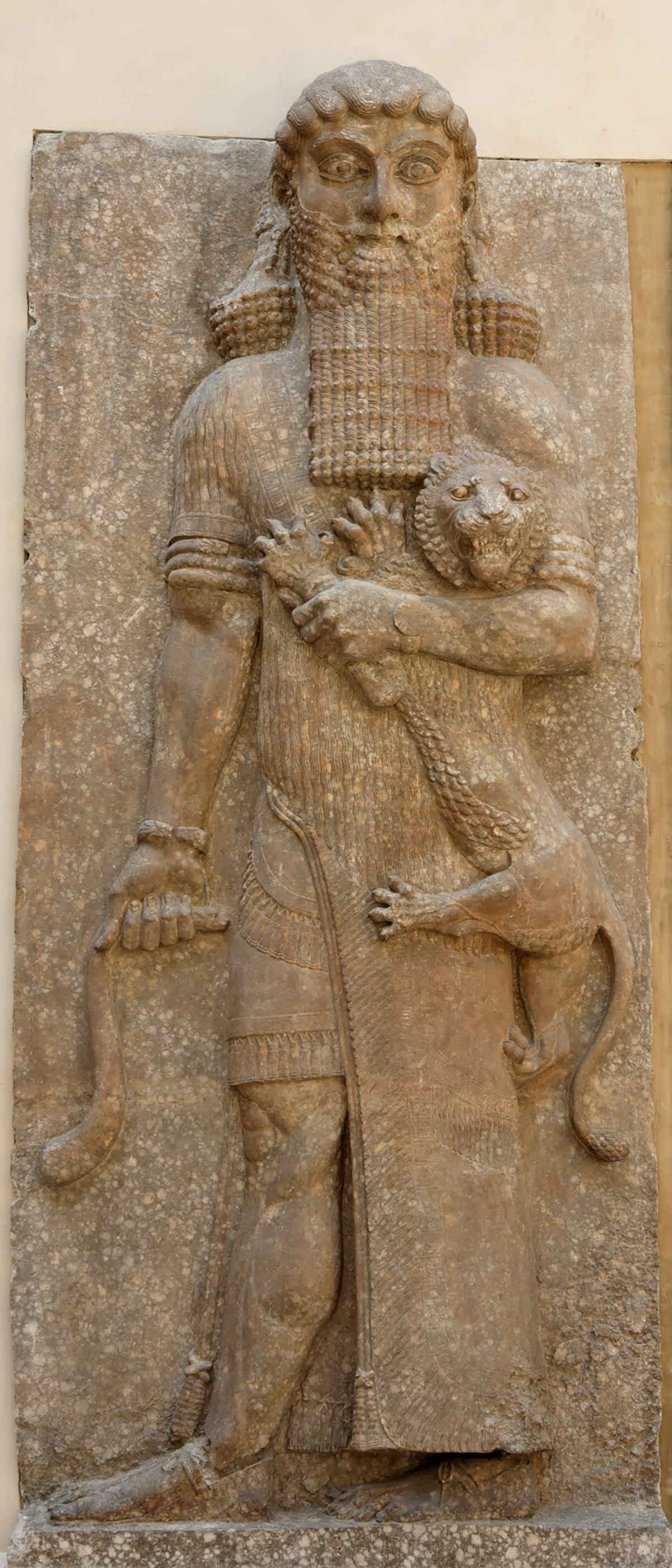
Gilgamesj (Louvre, Parijs).

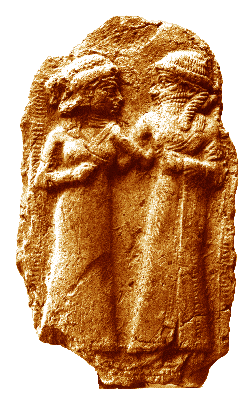
Inanna and Dumuzi.

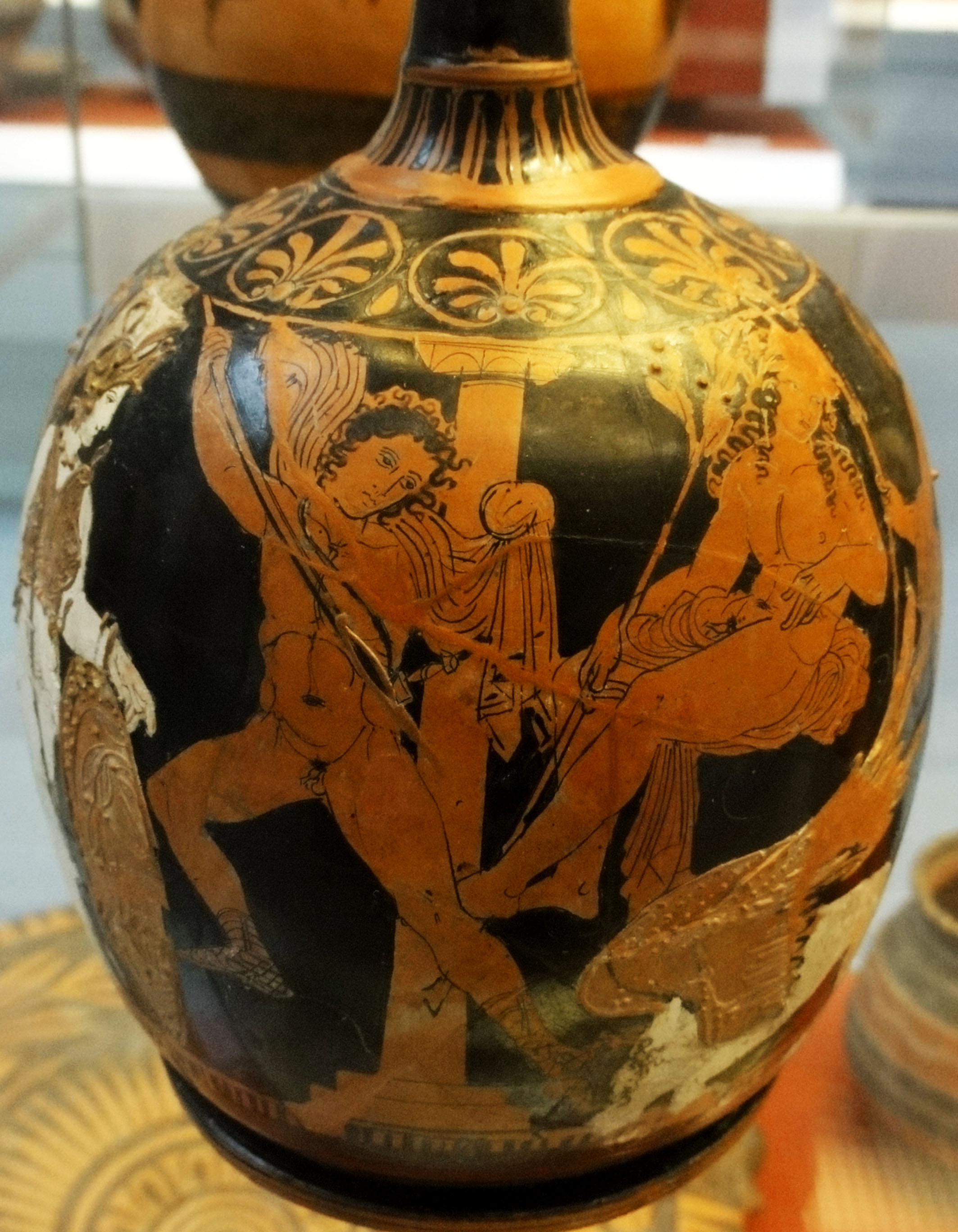
Oedipus doodt de sfinx (vaas, ong. 400 v.Chr.).

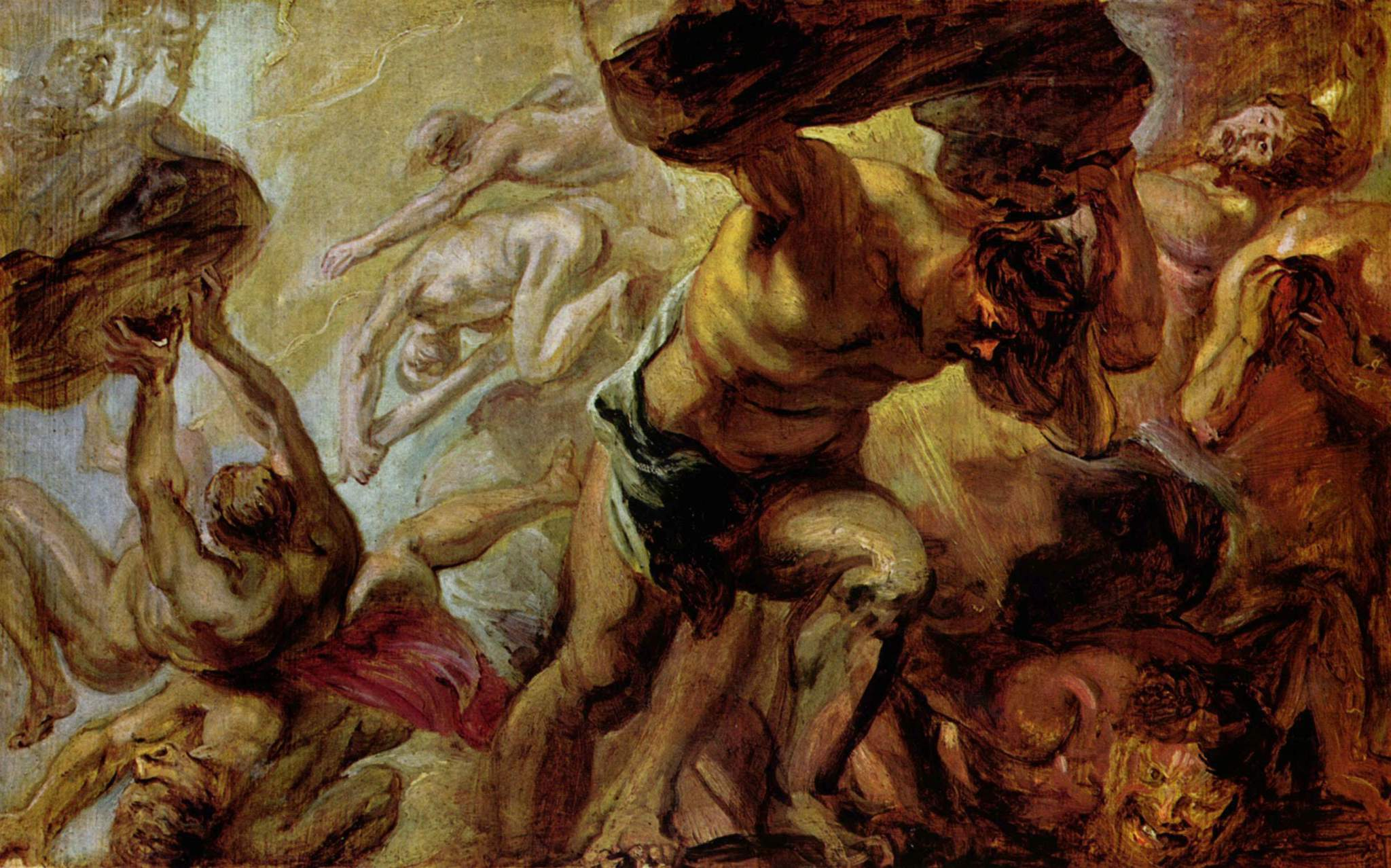
De titanenstrijd (Rubens, Brussel).

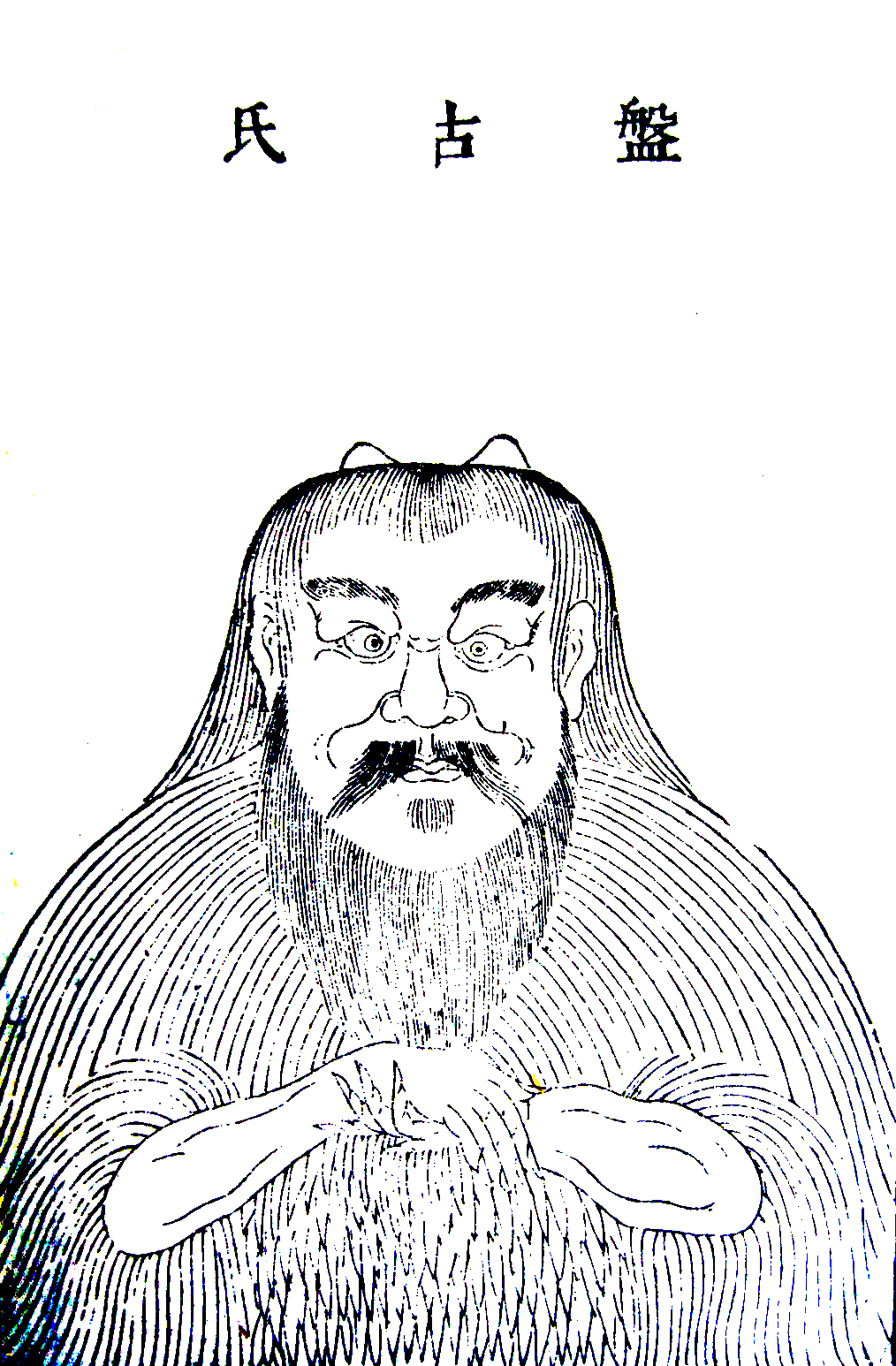
P'an Ku, Eerste man uit de Chinese mythologie.

Wetenschappers van verschillende onderzoeksgebieden houden zich bezig met comparatieve mythologie (folklore, antropologie, geschiedenis, taalkunde en religie) en zij gebruiken verschillende methoden om mythen te vergelijken. Een aantal methoden wordt hier uitgelicht.

### De taalkundige benadering
Sommige wetenschappers (o.a. Georges Dumézil) doen onderzoek naar taalkundige verbanden tussen mythen van verschillende culturen, bijvoorbeeld naar overeenkomsten in de namen van goden. Een goed voorbeeld van deze benadering is de studie van Indo-Europese mythologie. Er zijn zeer duidelijke overeenkomsten gevonden tussen de mythologische en religieuze terminologie die wordt gebruikt in verschillende Europese en Indiase culturen. Bijvoorbeeld de Griekse luchtgod heet Zeus Pater, de Romeinse luchtgod Jupiter en de Indiase (Vedische) luchtgod Diaus Pitar.
Dit suggereert dat de Griekse, Romeinse en Indiase mythologie afstammen van een gezamenlijke voorafgaande cultuur en dat de namen Zeus, Jupiter en Diaus zich hebben ontwikkeld uit een oudere naam, Dyēus ph₂ter ("Dagvader";h₂ was waarschijnlijk een keelklank, de naam van de belangrijkste god van het Proto-Indo-Europese pantheon, de god van de daghemel.

### Onderzoek naar onderliggende structuren
Sommige wetenschappers zoeken naar overeenkomsten in onderliggende structuren van mythen uit verschillende culturen. Folklore-onderzoeker Vladimir Propp suggereerde dat veel Russische sprookjes een overeenkomstige verhaallijn hebben, waarbij gebeurtenissen elkaar in een voorspelbare volgorde opvolgen.
Antropoloog Claude Lévi-Strauss daarentegen deed onderzoek naar abstracte verhoudingen tussen onderdelen in de structuur van de mythe. Hij ordende onderdelen in tegengestelde tweetallen (rauw tegenover gekookt, natuur tegenover cultuur, enzovoort). Hij ging ervan uit dat de bedoeling van de mythe was om te bemiddelen tussen deze tegengestelden, waardoor de spanningen of tegenstrijdigheden in het dagelijks leven of in de cultuur konden worden opgelost.

### Het psychologische vlak
Weer andere wetenschappers veronderstellen dat mythen van verschillende culturen iets weerspiegelen van overeenkomstige psychologische processen die in die culturen aanwezig zijn. Aanhangers van de freudiaanse school vonden in vele culturen verhalen die leken op de Griekse Oedipus-mythe. Zij veronderstellen dat deze verhalen een uitdrukking zijn van het oedipuscomplex dat in die culturen aanwezig is. Ook Jung-aanhangers hebben afbeeldingen, thema's en patronen in mythes in verschillende culturen aan elkaar gekoppeld. Zij gaan ervan uit dat deze overeenkomsten voortkomen uit archetypes die aanwezig zijn in het collectief onbewuste van de mens.

## Enkele mythologische overeenkomsten
Comparatieve mythologie heeft verscheidene parallellen tussen mythen uit verschillende culturen vastgesteld, waaronder ook wijdverspreide, steeds terugkerende thema's en verhaallijnen. Hieronder volgen enkele voorbeelden.

### De overstroming
Beschavingen van over de hele wereld kennen verhalen over een grote overstroming. Vaak is er slechts één overlevende of een kleine groep overlevenden. Zowel in het Oude Testament als in het Babylonische Gilgamesj-epos komt een verhaal voor over een wereldwijde overstroming die de hele mensheid wegvaagt en waarbij een man alle diersoorten redt door ze aan boord van een boot te brengen. Vergelijkbare verhalen waarin een enkel persoon een overstroming overleeft, zijn terug te vinden in het Hindoeïsme, de Azteekse mythologie, in de Griekse mythe Deukalion en Pyrrha en in de Koran.

### Het offer voor de schepping
Vele beschavingen kennen verhalen over godheden die sterven om zo een belangrijk deel van de schepping tot stand te brengen. Deze mythe lijkt met name voor te komen bij landbouwers, in het bijzonder agrarische volkeren die aardappelen of knolgewassen verbouwen. Een mythe uit Nieuw-Guinea gaat over een op wonderbaarlijke wijze verwekt meisje, genaamd Hainuwele. Zij wordt vermoord en haar vader begraaft delen van haar lichaam rond het dorp. Op al deze plekken groeit een nieuw gewas dat de bevolking voedt.
De Chinese mythe over Pangu, de Vedische mythe over Purusha en de Noordse mythe over Ymir gaan allemaal over een enorme reus die wordt gedood om de wereld te scheppen. Vergelijkbaar is het Bijbelverhaal over Christus, wiens dood de wereld hervormde.

### De god die sterft
Er bestaan vele mythen over een godheid die sterft en weer terugkeert naar het leven. Met name in mythologie uit het Nabije Oosten is dit een terugkerend thema. Antropoloog James Frazer vergeleek deze mythen in zijn omvangrijke studie The Golden Bough. De Egyptische god Osiris en de Mesopotamische god Tammuz of de godin Inanna zijn voorbeelden van de "stervende god". De Griekse mythe over Adonis (die geen god was, maar een sterveling) wordt vaak met Osiris vergeleken en ook in de mythe over Dionysos spelen dood en wedergeboorte een rol. Sommige onderzoekers hebben gewezen op de overeenkomsten tussen polytheïstische mythen en het christelijke verhaal van Jezus die opstaat uit de dood. Deze vergelijking gaat al terug tot het vroege christendom; Justinus de Martelaar, een van de kerkvaders, heeft dit al naar voren gebracht.
Door bestudering van oude Egyptische teksten zijn de laatste decennia bewijzen gevonden dat de oorsprong van christelijke mythen tot vele duizenden jaren terug gaat. Bijvoorbeeld de triniteit van Isis, de sterfelijke Osiris en hun zoon Horus is de oorsprong geweest van de mythe van God de vader, de maagdelijke Maria en het kindje Jezus. Ook zijn er polytheïstische triniteiten van joden in de diasporaris: Asjera, gemalin van Yaweh en hun beider dochter Anath. bron: "Het oude Egypte: bakermat van het jonge christendom. ISBN 9789021142999" van Tjeu van den Berk.

### De structuur van het heldenverhaal
Een aantal wetenschappers veronderstelt dat heldenverhalen uit verschillende culturen een vergelijkbare onderliggende structuur hebben. Otto Rank, eerst een aanhanger van Freud, heeft beargumenteerd dat de verhaallijn van de geboorte van de held overeenkomt met de structuur van het Oedipus-verhaal. Andere wetenschappers, waaronder Lord Raglan en Joseph Campbell, hebben geopperd dat alle heldenverhalen een overeenkomstige structuur hebben. Er zijn onderzoekers die zich bezighouden met vergelijkende mythologie binnen een afgebakend gebied of een bepaalde etnische groep, maar Campbell heeft een theorie over heldenverhalen in het algemeen. Volgens zijn "monomythe-theorie" hebben alle heldenverhalen over de hele wereld een overeenkomstige verhaallijn. Deze opvatting wordt niet in brede kring gedeeld.

### De axis mundi, de wereldas
Vele mythen noemen een specifieke plek op aarde die het middelpunt van de wereld vormt en fungeert als een contactpunt tussen verschillende dimensies. Deze axis mundi wordt vaak gemarkeerd door een heilige boom of een ander mythisch voorwerp. In veel mythen komt bijvoorbeeld een boom of pilaar voor die hemel, aarde en de onderwereld verbindt. De Veda's van het hindoeïsme, het oude China, en de Germanen kenden allemaal een "kosmische boom" waarvan de takken tot in de hemel reikten en de wortels tot in de hel.

### De Titanenstrijd
Veel culturen kennen een scheppingsmythe waarin een groep jongere, beschaafdere goden de strijd aangaat met een groep oudere goden, die de chaos verbeelden. In de Griekse mythe over de Titanen verslaan de Olympische goden de Titanen, een oudere en primitievere groep goden, en vestigen zo kosmische orde. In het Hindoeïsme strijden de Deva's met de Asura's (demonen). En de Keltische goden van leven en licht strijden tegen de Fomorianen, oude goden van dood en duisternis.
Deze mythen waarin goden demonen overwinnen, en orde de chaos overwint, komen met name voor in de Indo-Europese mythologie. Sommige wetenschappers veronderstellen dat deze mythen een weerspiegeling zijn van de overheersing van oude Indo-Europese volkeren over de oorspronkelijke bewoners van Europa en India.
Ook andere volkeren hebben soortgelijke mythen. In het Midden-Oosten bestaan mythen over de strijd tussen een goede god en een chaotische demon. Een voorbeeld hiervan is de Babylonische mythe Enoema Elisj.

### De afwezige god
Veel culturen kennen een geloof in een goddelijk wezen dat geen contact heeft met de mens. Historicus Mircea Eliade noemt zo'n opperwezen een deus otiosus (een afwezige god). Deze term wordt ook in bredere zin gebruikt, voor een god die niet regelmatig contact heeft met de mensheid. In veel mythen trekt de oppergod zich in de hemel terug nadat hij de wereld heeft geschapen. In de Baluba-mythologie verlaat de oppergod de aarde en laat hij de mens zoekend achter. De mythologie van Herero gaat over een luchtgod die de mensheid achterlaat in handen van lagere goden. In de mythologie van complexe culturen verdwijnt de oppergod meestal geheel en komt daar een polytheïstisch geloof voor in de plaats.

### De herkomstmythe
Veel culturen kennen mythes die de herkomst beschrijven van hun gewoonten, rituelen en identiteit. Oude en traditionele culturen rechtvaardigen hun gewoonten zelfs vaak door te verwijzen naar hun mythologie waarin hun goden of mythische helden deze gewoonten hebben ingevoerd. Bijvoorbeeld volgens de mythen van de Australische Karadjeri hebben de mythische Bagadjimbiri-broers alle gewoonten van de Karadjeri's vastgesteld. Of de Germanen die de runen, volgens hun mythologie, van Odin hebben gekregen.